# فخار

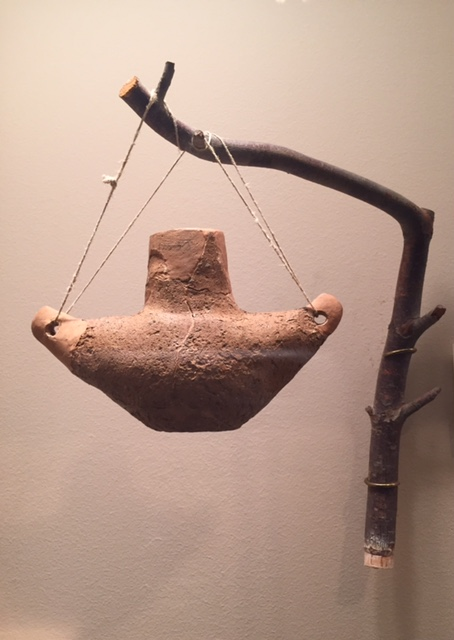
شكوة أو صحن فخاري من العصر الحجري الفخاري المتأخر، وجد في موقع تليلات الغسول شمال شرق البحر الميت، معروض في متحف الأردن.

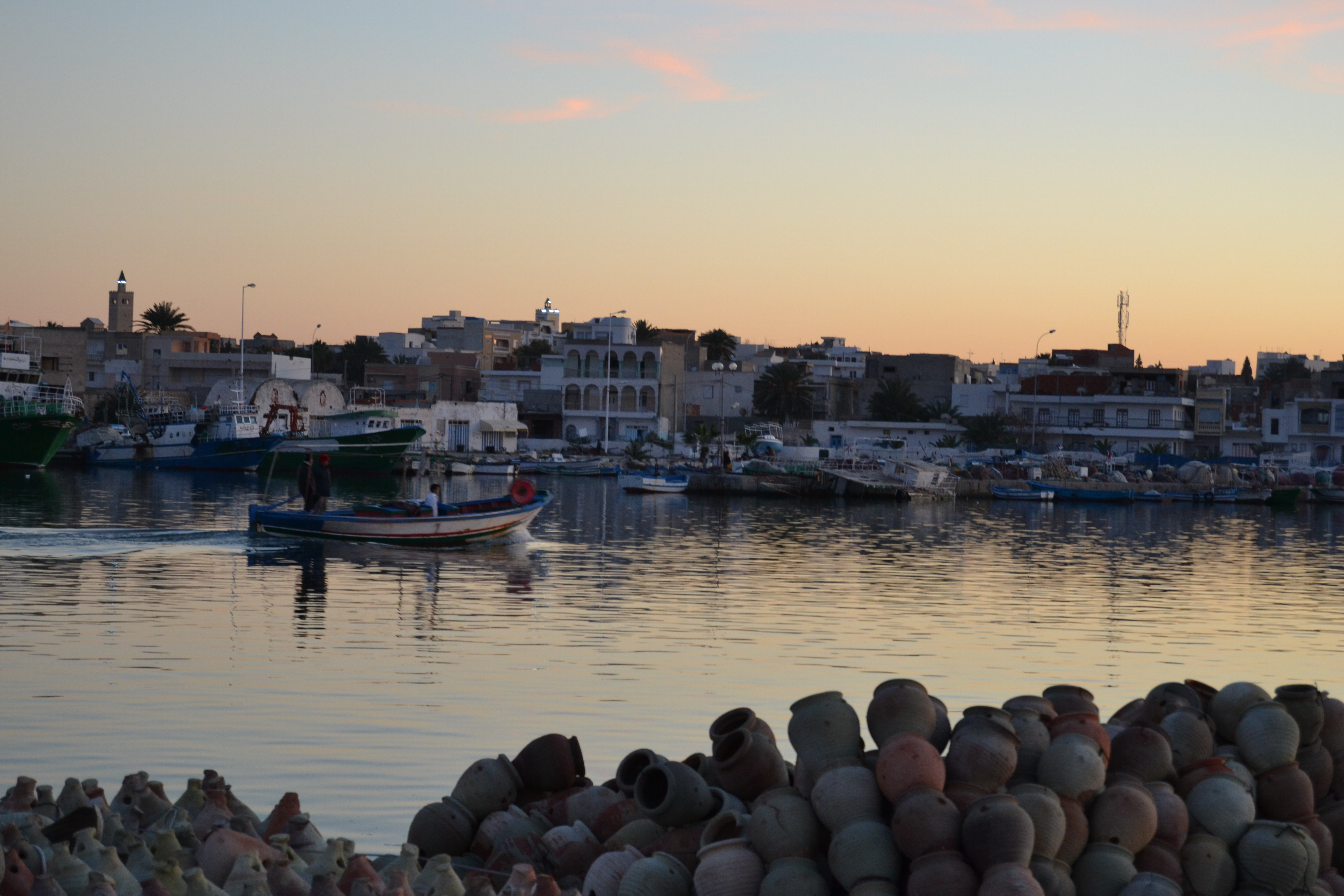
أواني فخارية في مدينة صيادة ولاية المنستير تونس.

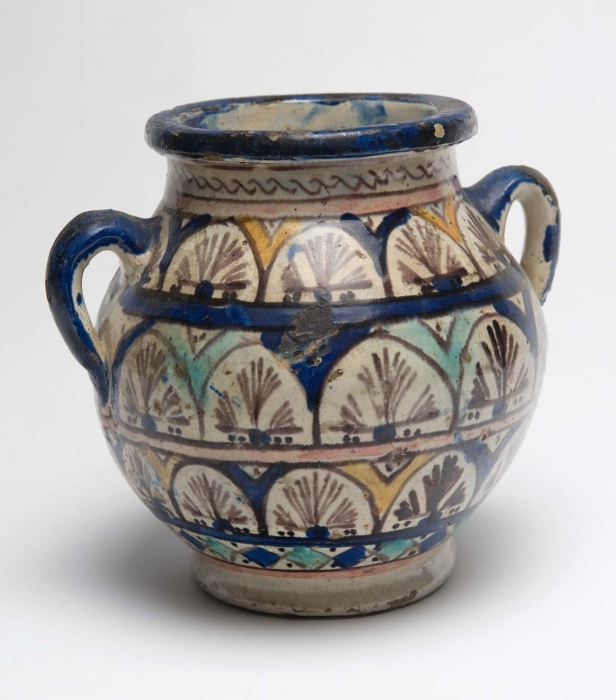
إناء فخاري من المغرب.

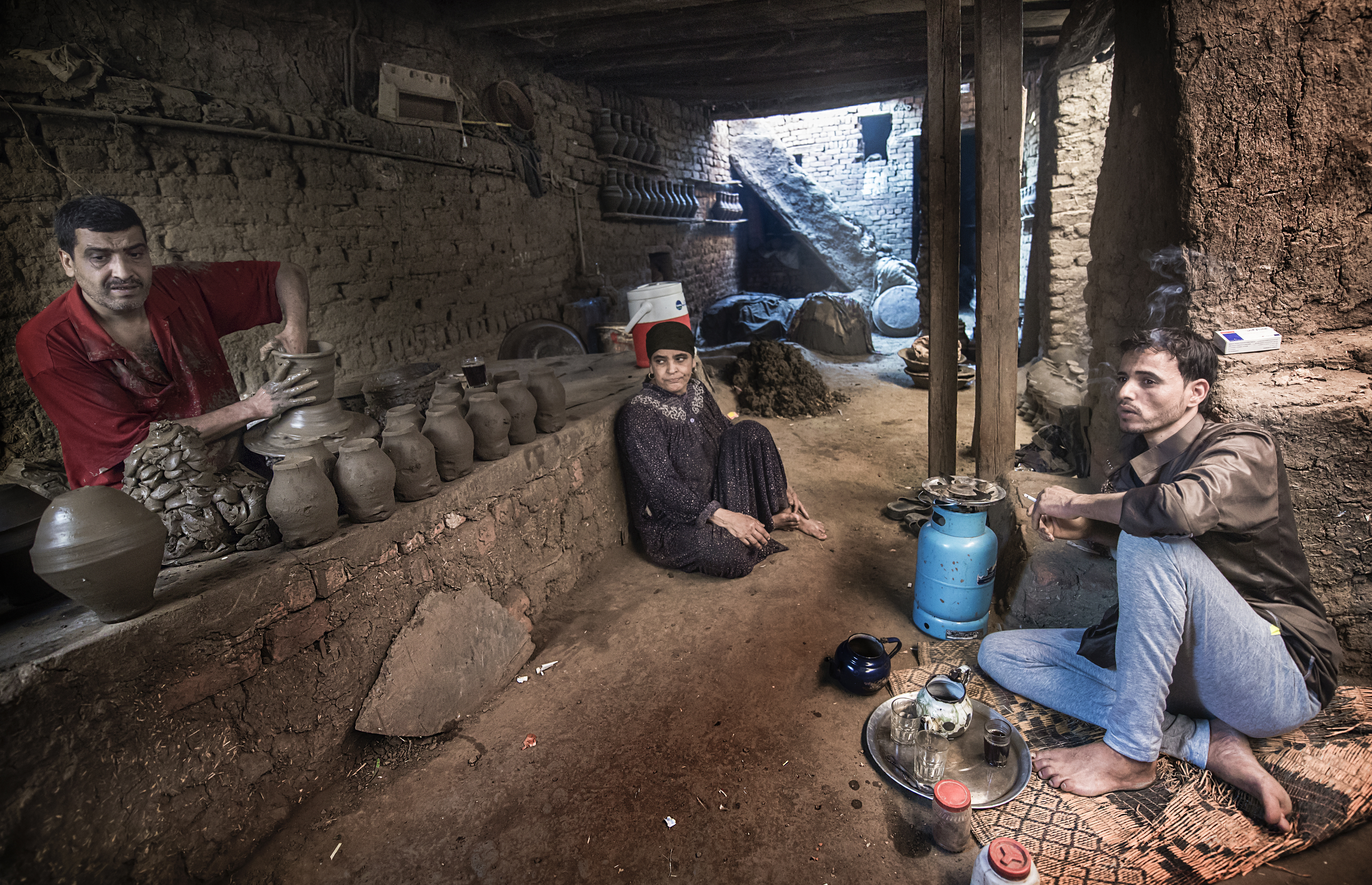
احدى الأسر في قرية جريس يمتهنون صناعة الفخار وتحويل منازلهم الى ورش

الفَخَّار طينٌ خاص، يُحرق في أفران شديدة الحرارة؛ لمعرفة الإنسان منذ القِدَم بطريقة تصيير الطين مادةً صُلْبة بحَرقِهِ في النار بالأفران (القمائن)، ومعرفته بتشكيلِه، وتصنيعِه، وتزجيجِه.

## التاريخ
الفخار هي من أقدم الحرف التي عرفها الإنسان والفخار هو أي شيء تم صناعته من طين وهناك نوعان من الطين المدري والطين الحجري الأول يحصل عليه من مجاري الأودية والأنهار والهضاب والثانية يحصل عليها من الجبال وهي صخرة يتم طحنها لتصبح قابلة للعجن. وكلا النوعين من الطين له عدة ألوان الأخضر والأبيض والأحمر والأسود والأصفر. وعادة ما يفرق أصحاب صناعة الفخار بين الطين المدري والطين الحجري أن الأول يحرق على حراراة مابين 950 درجة مئوية حتى 1150 درجة مئوية والثاني يحرق على درجة درجة حرارة ما بين 1200 درجة فما فوق.(للحديث بقية)
صنع منه الفخار المسامي وغير المسامي وفي عدة ألوان وأشكال. ومما ساعد في اختراع الفخار الدولاب البطيء ثم السريع الذي أحدث ثورة في كمية الإنتاج في الألفية الرابعة ق.م.. وكان الفخار يجفف في الهواء والشمس ثم يتم إحراقه بطريقة تهوية والتحكم في الهواء ليعطي اللون الأحمر أو الأسود حسب أكاسيد المعادن الموجودة مادة الطين. وكان يزين يصقل قبل الحرق أو بعده. ويلون بأكاسيد المعادن. زأزل مراكز صناعة الفخار في شرق آسيا كانت في الصين واليابان وكوريا حتى نهاية الألفية الثانية ق.م. اعطاني كتاب عن المتحف واليابان هي التي اكثرت من صناعة الفخار خاصة في سنة 1265 ميلادي.كان الصينيون يصنعون الفخار بأيديهم. وظلوا منذ سنة 206 ق.م.وحتي سنة 220 م. يصنعون التماثيل الصغيرة والأشياء الفخارية حتي المواقد.وفي سنة 220 م ز ظهر الخزف الصيني وكانت تصدره للهند والشرق الأوسط. وكان عليه رسومات تميزه.
وكان الفخار في أمريكا يصنع يدويا ويلون بأكاسيد المعادن أو ألوان أصباغ نباتية. ولم يعرفوا الدولاب.وفي جنوب أمريكا تم العثور علي فخار يرجع لسنة 3200 ق.م. في إكوادور وبيرو بأمريكا الجنوبية قدور وفازات ملونة. وصنع المكسيكيون السيراميك (الخزف)يرجع تاريخه لسنة 1500 ق.م.وفي حضارة الأولمك صنعت التماثيل الفخارية الصغيرة المجوفة في سنة 300 م.وأوان متعددة الألوان ولها ثلاثة أرجلوكان المايا يصمعوم الخزف في أشكال رقيقة أسطوانية متعددة الألوان.والزهريات عليها صور ونقوش خطية والحياة اليومية. وفي أمريكا الشمالية بوادي الميسيسبي في الألفية الأولى ق.م. كان يصنع الفخار الملون. وفي الشرق الأوسط كان بصنع الفخار مبكرا. ففي الأناضول صنع منذ سنة 6500 سنة ق.م. صنعت التماثبل الطينية للعبادة والتماثيل الصغيرة الملونة بالمغرة الحمراء (مادة). وكان يصنع يدويا.وكان محززا بخطوط أفقية. وكان الفخار يشوى في أفران الخبز أو قمائن.و في سوريا اشتهرت صناعة الفخار منذ الألفية الخامسة ق.م. وكان يصنع الاوانب الفخارية والتماثيل الفخارية كان الخزف الملون يصنع في شمال بلاد الرافدين في سامراء وفي الجزيرة السورية.

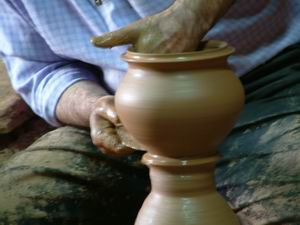
صناعة الفخار

كان يصنع أشكال حيوانية وبشرية منه ملونة باللون الأحمر والرمادي والبني والأسود. وصنع الفخار الممتاز والملون بتل حلف في سورية عندما تعلم صناع الفخار potters كيفية التحكم في شدة نيران الأفران وكان الحرفي السوري قد طور صناعة الفخار بشكل ملحوظ وقد بينت المكتشفات في الجزيرة السورية وكذلك في غرب سوريا عن أهم منشأت لصاعة الفخار. وفي نفس الفترة كان الفرس يصنعون القدور ويزينونها بأشكال وتصميمات هندسية ورسم الطيور والحيوانات. وكان الفخار المزجج قد عرف حوالي 1500ق.م.في بلاد الرافدين. وكان من أجود الأنواع وخاصا بالزخارف المعمارية. وظهرت الفسيفساء الملونة لتزيين الأعمدة والكوات في بلدة وركاء بالعراق. وكان يزين به في بابل، وفي سوريا والعراق زينت واجهات المعابد والغرف والمداخل ويكون صورا ملونة من الحيوانات كالأسود والثيران. وبلغ الذروة في استعماله بالقرن السادس ق.م.. وفي الألفية الخامسة ق.م. كان بصنع الخزف بمصر وكان مصقولا ورقيقا وغامقا وكان بعلق بالحبل للزينة. ثم كان يدهن ويزين بأشكال هندسية أو حيوانية حمراء أو بنية أو أصفر داكن.وكانت مصر مشهورة سنة 2000ق. م. بخزف الفيانس الذي كان يصنع من الزجاج البركاني (الكوارتز). وكان لونه أخضر غامقا أو أزرق لامعا. وكان أقرب منه للزجاج وليس للخزف. ومن هذا النوع صنع الحرفيون المصريون منه الخرز والمجوهرات والجعارين والأكواب الراقية وتماثيل الأشابتي (مادة) الصغيرة التي كانت توضع كخدم مع الميت.

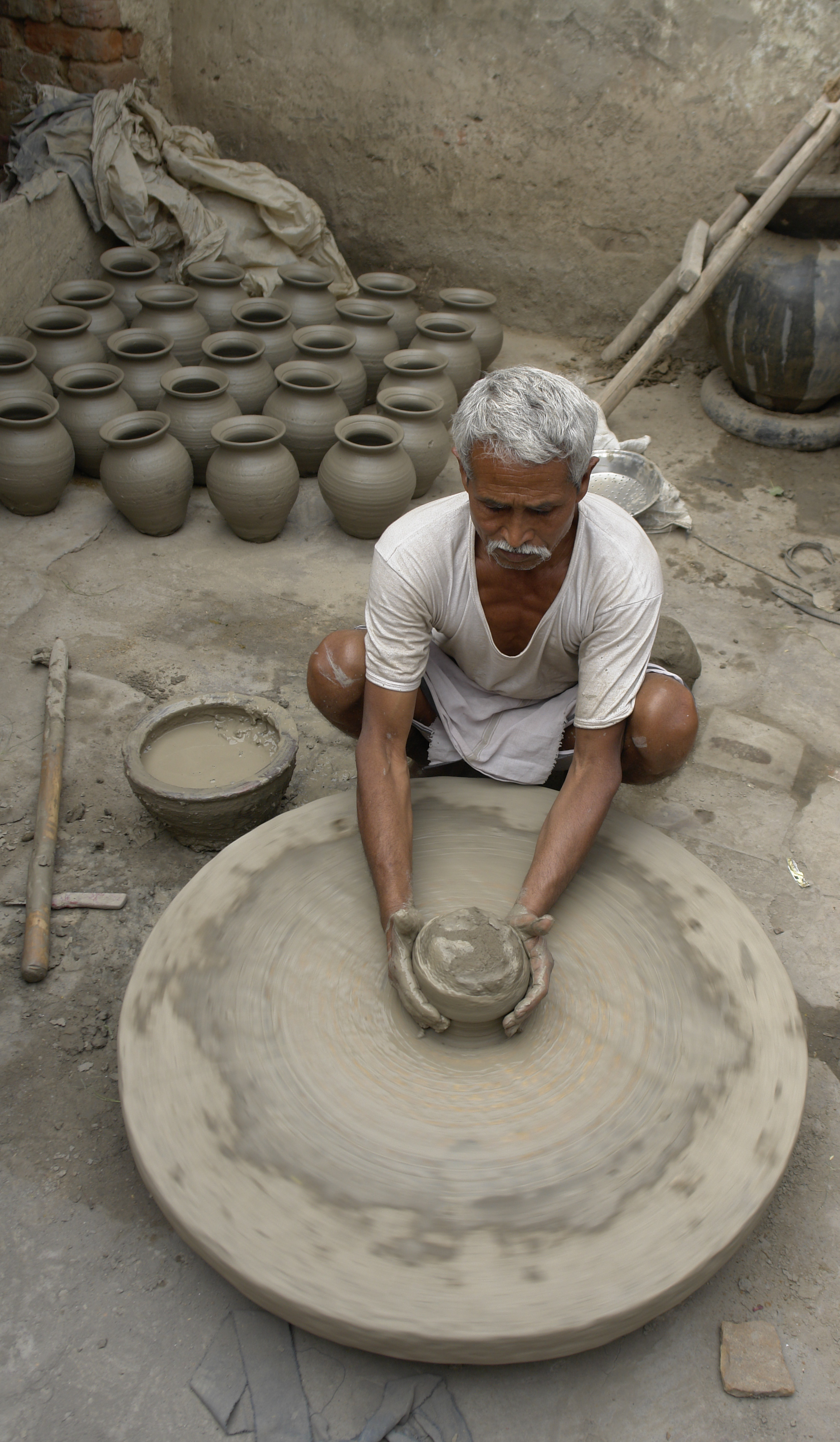
صانع الفخار في الهند.

وكان الفخار يصنع في جزر بحر إيجه منذ سنة 1500 ق.م. ولا سيما في جزيرتي قبرص وكريت. وكان يلون بلونين ويتخذ أشكالا خيالية ولا يستعمل إلا للزينة ووضع الكريمات والعطور به.وكان يحلي بتصميمات هندسية أو تجريدية. وكان الفخار يشكل في أشكال خيالية. وفي اليونان كان تشكيل ودهان وتزيين الخزف فنا تقليديا هناك. وكان يشكل الطين المحلي علي الدولاب بسهولة. وكل نوع نوع كان مميزا وله أغراضه واستعمالاته في المجامع الإغريقي. فأمفورا amphora (زلعة)وعاء طويل بيدين (عروتين) يستعمل لتخزين الخمر والزيت والحبوب والعسل. وهيدرا hydria هبارة عن إبريق للماء. وليسيثس lecythus قارورة للزيت لها رقبة طويلة ضيقة وتستعمل في القرابين الجنائزية. وسيلكس cylix كوب بيدين وله قدم (قاعدة). وأونوكوا oenochoe إبريق للخمر له شفة. وكان الفخار الأسود الغير مزين يستعمل في اليونان أيام العصر الهيليني. وكانت هذه الأنواع من الخزف قد تأثر به الرومان. وكان الإغريق يتقنون حرقه في أفران خاصة. وكانوا يزينون الفخار والخزف بصور نباتات وحيوانا ت تجريدية أوصور خيالية. وكان النوع الأثيني الطراز سائدا سنة 1000 ق.م.
وفي سنة 530 ق.م. ظهر الفخار الأحمر وكان يصنع في أثينا وكورنيث وانتشر شعبيا. وكانت الخلفية مدهونة أسود والأشكال مرسومة فوقها بالبني المحمر وكانت تفاصيل الشكال بالأسود وكان يوضع ماء الذهب لإظهار الحلي. وكان يصنع أوان الفخار الأبيض المرسوم بالألوان. وكان الرومان يعجبون كثيرا بالأنية الخزفية الحمراء المصقولة واللامعة في تفاعل ضد الفخار الإغريقي والهيلليني الأسود. وكانت تقنية صنع هذا النوع قد ظهرت في شرق البحر الأبيض المتوسط سنة 323 ق.م. وكان يصنع بغمس الإناء في معلق سائل من جسيمات دقيقة من مسحوق السيلكا (الرمل) ثم يحرق في أفران مؤكسدة. وكان الفخار يصب في قوالب خاصة منقوشة يداخلها لتعطي الصور والأشكال علي الفخار علي البارز. وكان يطلق علي هذا النوع من الفخار الطين المطبوع terra sigillata (“stamped earth”).أو صنع آرتين Arretine ware وكانت الأشكال مزينة بفطع معدنية أو زجاجبة. وهذا النوع انتشرت صناعته وكان رائجا مع النوع الإغريقي الأسود اللامع في كل الإمبراطورية الرومانية ولا سيما في جنوب فرنسا بالقرن الأول ميلادي.
وفي الخلافة الأموية (661 م- 750م), كانت الأكواب والأواني تصنع بمصر من اللبلور (زجاج) صخري الأزرق أو الأخضر. عوة علي الفخار المصنوع في سوريا وإيران والرافدين. وكانت صناعة الفخار والخزف قد تاثرت بالصينيين منذ القرن التاسع م. وحتي القرن 15م. وفي القرن التاسع شجع لبعياسيون صناع الفخار والخزف علي تقليد الصناعة الصينية بألوانها وأشكالها البارزة علي السطح. وانتقلت في القرن العاشر هذه الصناعة من الشام والعراق لللأندلس ومنها لأوربا ولا سيما التزجيج بالقصدير. وبصفة عامة كان الفخار والخزف الإسلامي يصنعان في قوالب عادية أو منقوشة بالأشكال ومن بينها أنواع القيشاني (نسبة لبلدة كشان بإيران) في المساجد أو تزين بها الحوائط كالفسيفساء الملونة والبيضاء. ومن خلال التقنية الإسلامية ظهرت صناعة القيشاني والسيراميك الإسلامي في إيطاليا بالقرن15 وانتشرت صناعته في أوروبا بالقرن حتي أواخر القرن فخار بوكورو: Bucchero نوع من الفخار الرمادي أو الأسود الجميل الصنع. وسطحه لامع أملس. وكان الاستركان ينحتونه ما بين القرنين الخامس والرابع ق.م.

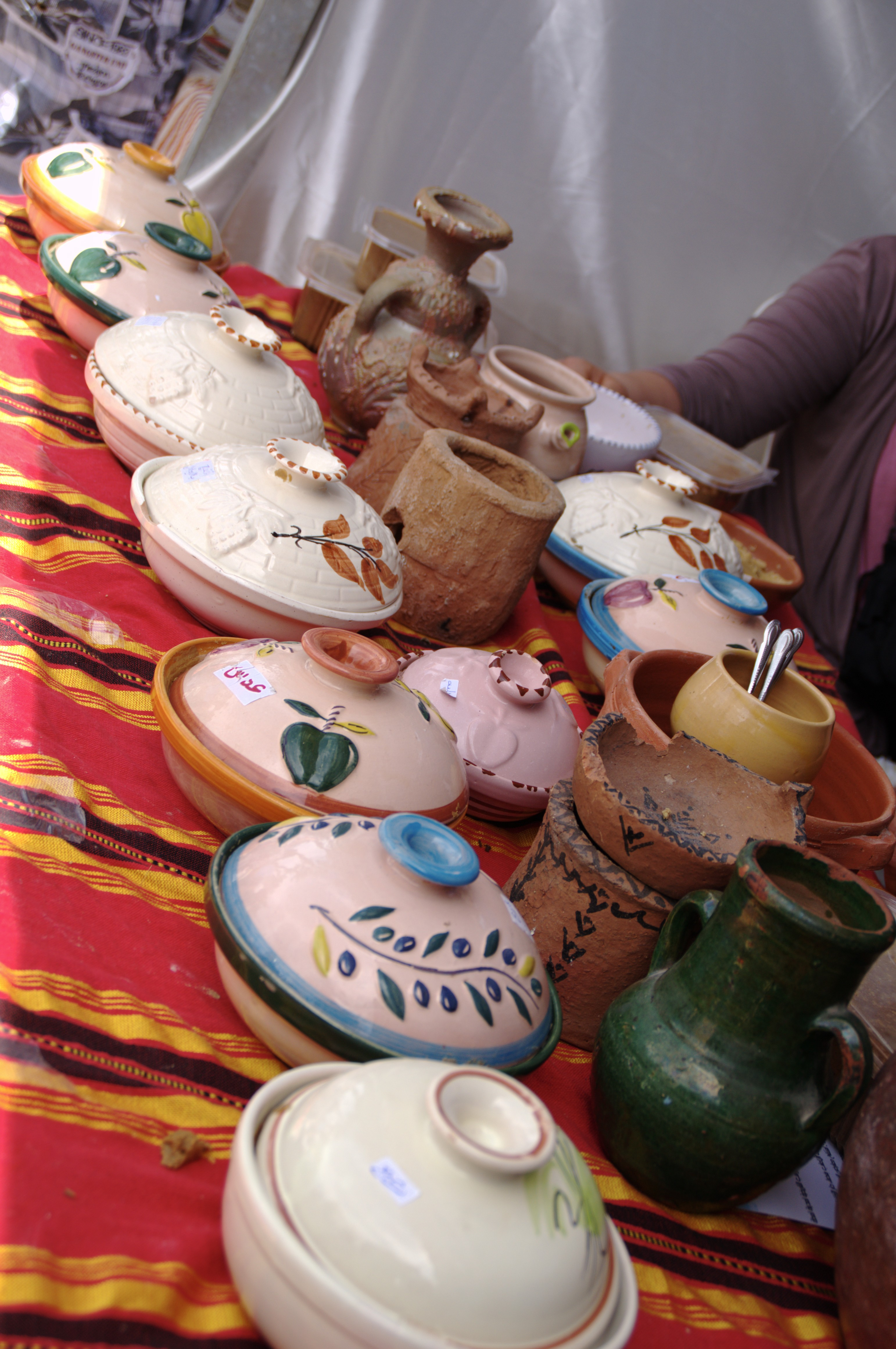
أواني في مدينة لمطة في تونس

## المنتجات الفخارية

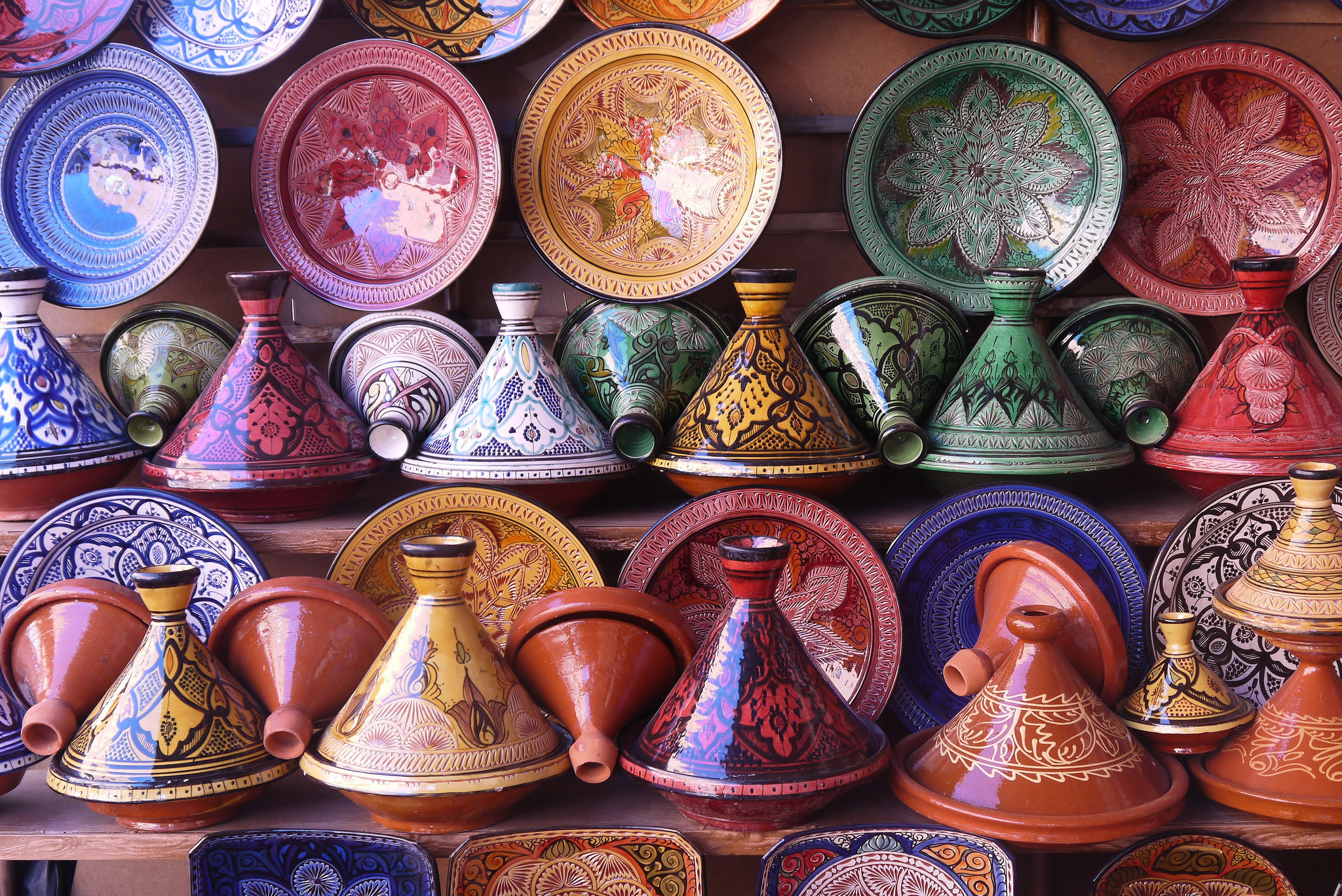
أواني فخارية مطلية بأحد المحال بالمغرب.

هي الأدوات المصنوعة من الطين المفخور ويمكن تقسيم المنتجات الفخارية إلى:
- أواني لحفظ الأغذية مثل الجرة.
- أواني للطهي مثل الطنجرة والدلة والبرمة والملة والأكواب والفناجين والأباريق والصحون.
- أواني لحفظ الماء وتبريده مثل الحِب أو الزير والجحلة والجدوية.
- أواني ومنتجات أخرى مثل المزهريات وأصص الزراعة والمجامر وأشكال الفنية والزينة.

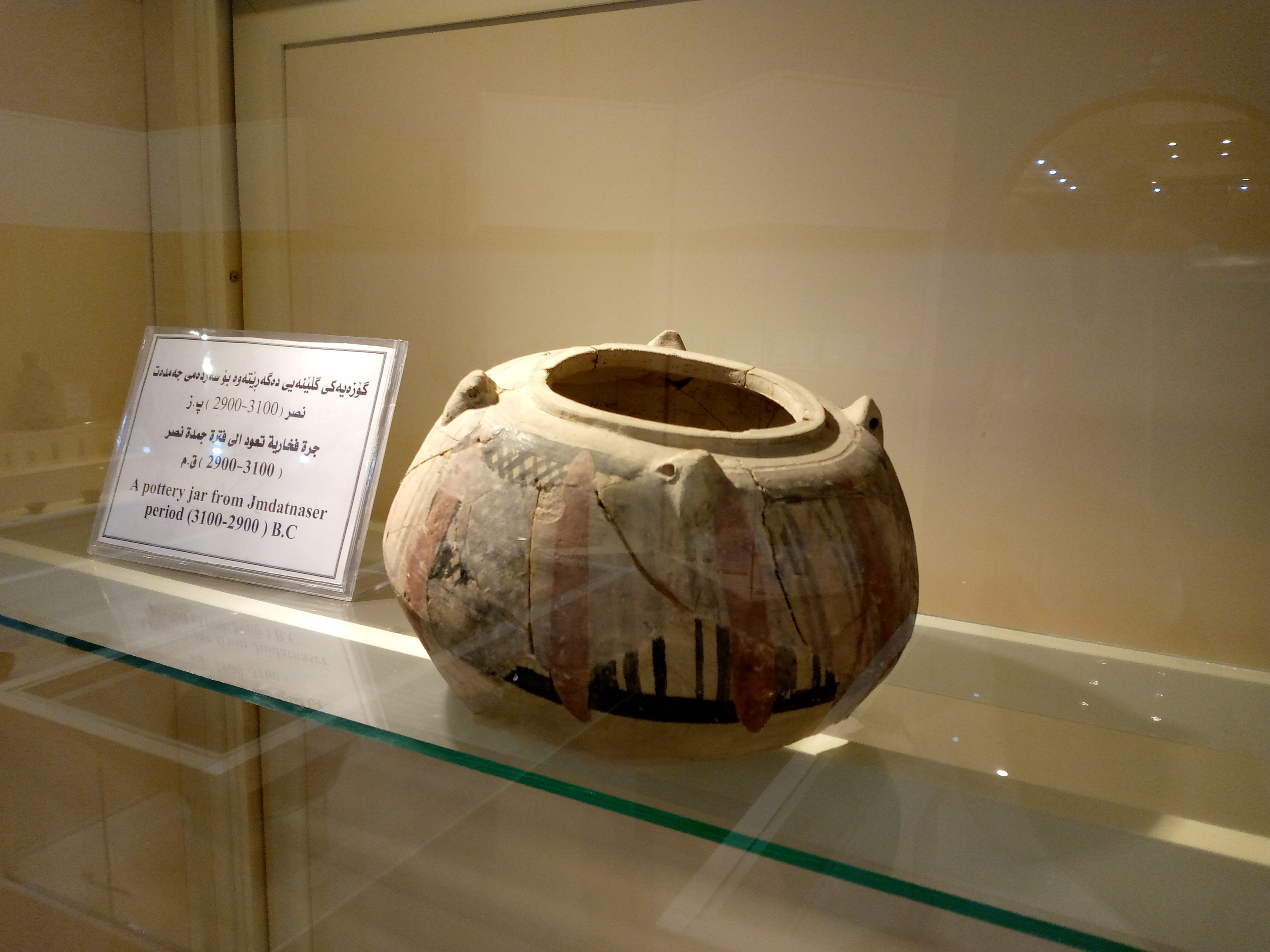
جرة فخارية تعود الى فترة جمدة نصر 3100-2900 ق.م متحف أربيل الحضاري

## صناعة الفخار
المادة الأساسية في صناعة الفخار أو خزف السيراميك هي الطين.
فضل اختيار الطين عن المواد الأخرى لأنه:
1 - سهل التشكيل، نتيجة البنية الداخلية.
2 - ناعم الحبيبات.
3 - يكتسب الصلابة عندا لتجفف أو الحرق.
إذا صنع الفخار من الطين فقط يسبب:
1 - التشقق.
2 - مسامية عالية.

سيدات يصنعن جرار الفخار في رام الله، 1905.

من الأسباب التي تودي إلى التشقق، عدم خروج الماء بسرعة، التسخين السريع.
من أسباب المسامية العالية، استخدام المواد العضوية، الفقاعات الناتجة عن البخار عند وضع الطين بالفرن.
وأيضا يضاف إلى الطين مواد مضافة لكي يكون الفخار أكثر تماسكا ومنها (الرمل، فتات الفخار القديم، صخور.......الخ).
وظائف المواد المضافة:
1)-تقليل مادة الطين.
2)-تزيد من صلابة الفخار.

## الصناعة التقليدية
في مصر:
- فخار جريس
- فخار قرية تونس

قامت الخزّافة السويسرية إيفيلين بوريه بتأسيس مدرسة لتعليم الفخار في قرية تونس بمحافظة الفيوم، مما ساهم في تحويلها إلى مركز فني وسياحي معروف